# Aganippe simpsoni
Aganippe simpsoni là một loài nhện trong họ Idiopidae.
Loài này thuộc chi Aganippe. Aganippe simpsoni được Vernon Victor Hickman miêu tả năm 1944.